# 최혜진 (골프 선수)
최혜진(崔慧珍,1999년 8월 23일~)은 대한민국의 골프 선수이다. 롯데 골프단 소속으로 활동하고 있다.